# John Trengove

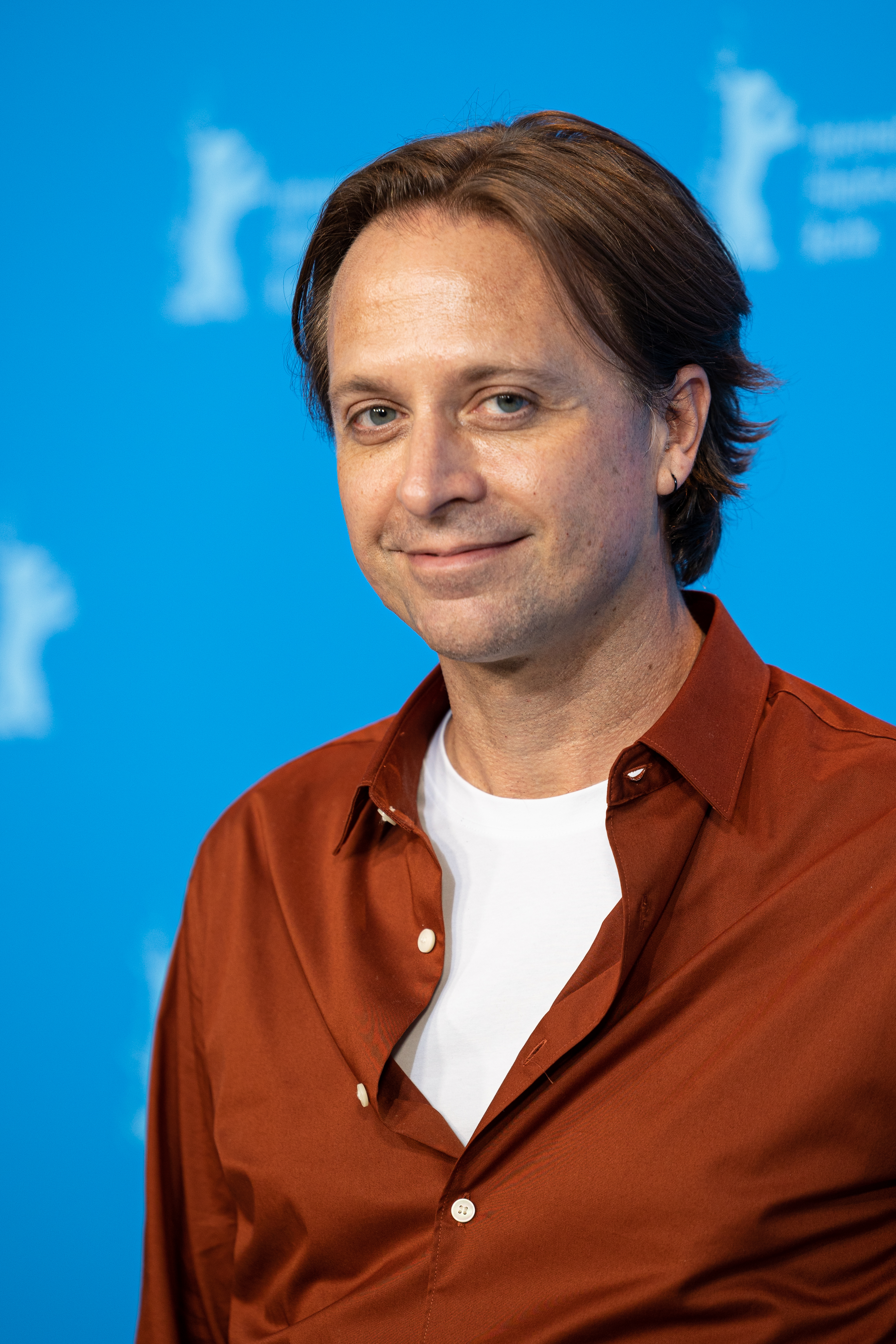
John Trengove (2023)

John Trengove (* 21. März 1978 in Johannesburg) ist ein südafrikanischer Filmregisseur, Filmproduzent und Drehbuchautor. 

## Leben
John Trengove wurde 1978 zu Zeiten der Apartheid in Johannesburg geboren und wuchs dort in einer Familie auf, die ihn lehrte, die Vormacht und Autorität der Weißen infrage zu stellen. Sein Vater ist der bekannte südafrikanische Rechtsanwalt Wim Trengove.
Nach dem Studium an der Tisch School of the Arts in New York, wo er einen Master-Abschluss als Filmemacher erwarb, führte er Regie bei TV-, Dokumentar- und Werbefilmen. Trengrove ist auch als Theaterregisseur hervorgetreten. Am Anfang seiner Karriere beim Fernsehen war Trengove an der Produktion der Fernsehserien Hard Copy, The Lab und Bay of Plenty beteiligt. 2010 wurde er im Rahmen des Rose d’Or Light Entertainment Festivals für seine Arbeit an der Miniserie Hopeville ausgezeichnet.
Bei dem Film Die Wunde handelt es sich um Trengoves Spielfilmdebüt. Der Film feierte im Januar 2017 im Rahmen des World Cinema Dramatic Competition des Sundance Film Festivals seine Weltpremiere. Am 9. Februar 2017 eröffnete er das Hauptprogramm der Sektion Panorama bei der 67. Berlinale, das sich dem Thema „Geschichte der Schwarzen in Nordamerika, Südamerika und Afrika“ widmete. Auch wenn Südafrika das erste afrikanische Land war, das gleichgeschlechtliche Ehen zuließ, ist die Bevölkerung zum größten Teil homophob. Trengove beschreibt im Film das Beschneidungsritual der Xhosa und im Heimlichen geführte homosexuelle Beziehungen. In Queer ist zu lesen, der Regisseur rüttele damit gleich an zwei südafrikanischen Tabus, da dort sowohl über Homosexualität als auch über das umstrittene Ukwaluka-Ritual kaum gesprochen werde.
Anfang Oktober 2017 wurde bekannt, dass Die Wunde von Südafrika als Nominierungskandidat in der Kategorie Bester fremdsprachiger Film für die Oscarverleihung 2018 eingereicht wurde. Nach dem Bekanntwerden dieser Einreichung äußerten Stammesführer der Xhosa grundsätzliche Vorbehalte, da in dem Film vor allem der Initiationsritus ihrer Ethnie in den Vordergrund gestellt werde. Der Übergang der Jugendlichen zur Gruppe der Erwachsenen sei aber ein heiliger Vorgang, und die Produzenten hätten daraus einen Witz gemacht, lautete die Kritik. Der Sprecher der Stammesführer äußerte sich enttäuscht darüber, dass die Regierung die Ausstrahlung des Films erlaube. Mitte Dezember 2017 wurde bekannt, dass der Film von der Academy of Motion Picture Arts and Sciences auf die entsprechende Shortlist gesetzt wurde.
Für seinen ersten englischsprachigen Spielfilm Manodrome (2023) mit Jesse Eisenberg in der Hauptrolle erhielt er eine Einladung in den Wettbewerb der Internationalen Filmfestspiele Berlin.
Trengove ist Mitglied der Künstlervereinigung Against Jealousy.

## Filmografie (Auswahl)
- 2006: Hard Copy (Fernsehserie)
- 2006–2008: The Lab (Fernsehserie)
- 2007–2008: Bay of Plenty (Fernsehserie)
- 2009: Hopeville (Fernsehserie)
- 2014: iBhokhwe (Kurzfilm)
- 2014: Swartwater (Fernsehserie)
- 2017: Die Wunde (The Wound)[11]
- 2023: Manodrome
- 2024: White Lies (Fernsehserie, 4 Folgen)

## Auszeichnungen (Auswahl)
Black Reel Award
- 2018: Nominierung für den Besten fremdsprachigen Film (Die Wunde)[12]

London Film Festival
- 2017: Auszeichnung für den Besten Erstlingsfilm (Die Wunde)[13]

Internationale Filmfestspiele Berlin
- 2023: Nominierung für den Goldenen Bären (Manodrome)